# グルコース-6-ホスファターゼ
グルコース-6-ホスファターゼ（Glucose 6-phosphatase、EC 3.1.3.9）は、グルコース-6-リン酸からリン酸部分を除去する糖新生経路の酵素である。
グルコースが細胞に取り込まれると直ちにリン酸化が起こるのは、これが拡散してしまうのを防ぐためである。リン酸化により電荷が導入されるので、グルコース-6-リン酸は容易に細胞膜を通過することができない。
グルコース-6-ホスファターゼの主目的は、グルコースを細胞の膜タンパク質であるグルコーストランスポーター経由で細胞外に放出するためにグルコース-6-リン酸を脱リン酸化することである。

## 所在
グルコース-6-ホスファターゼは、グルコースの恒常性維持のための役割をもつ肝臓と腎臓で見られ、網状組織内部原形質の内膜に存在する。筋肉と脳はこの酵素を含んでおらず、結果、いくらかのグルコース-6-リン酸は、グリコーゲンの分解で解糖系によってアデノシン三リン酸 (ATP) 合成に使われていることになる。

## 臨床での意義
グルコース-6-ホスファターゼの欠乏はフォン・ギールケ病と呼ばれる糖原病につながる。